# باذنجان أمريكي

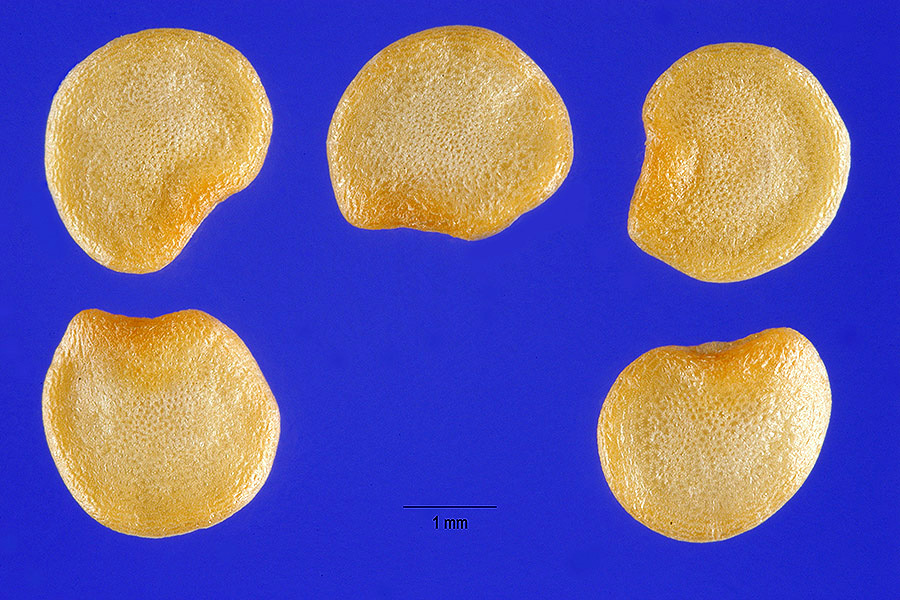
البذور

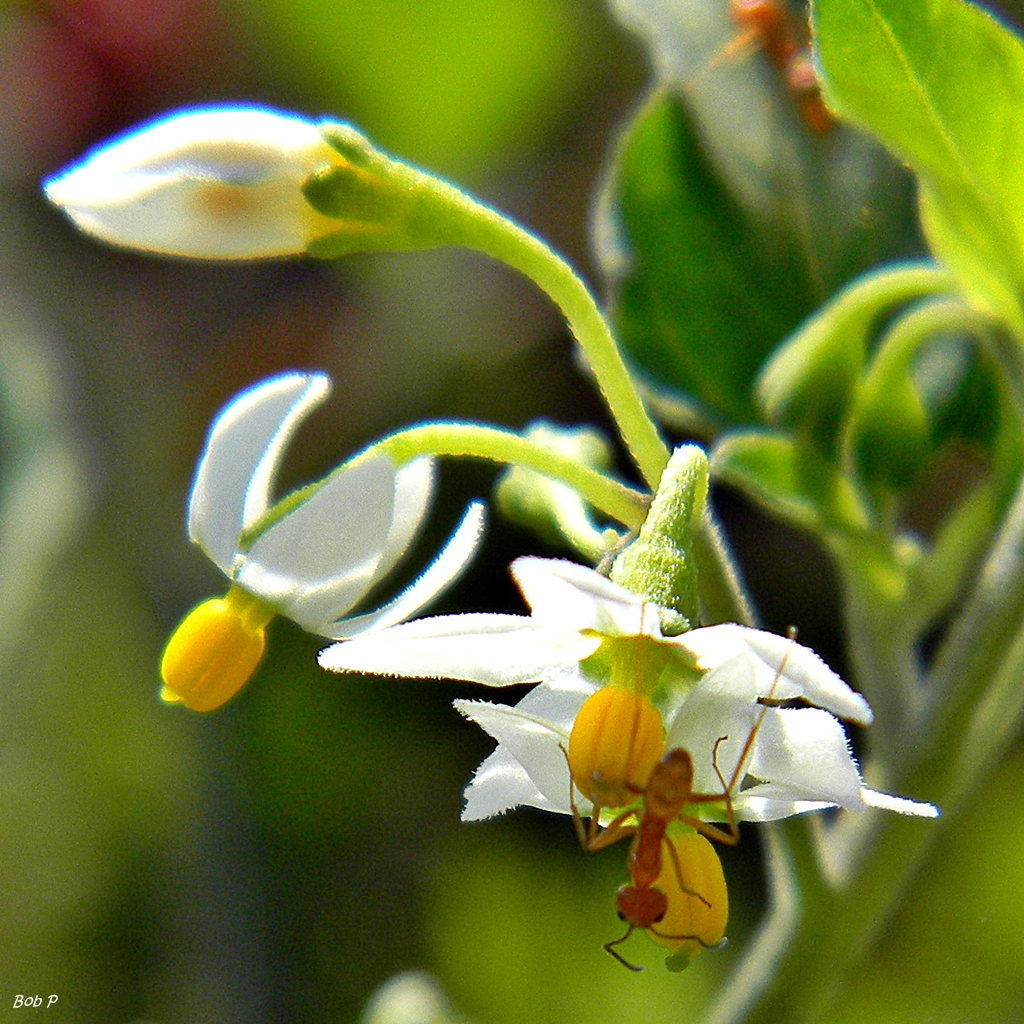
الزهرة

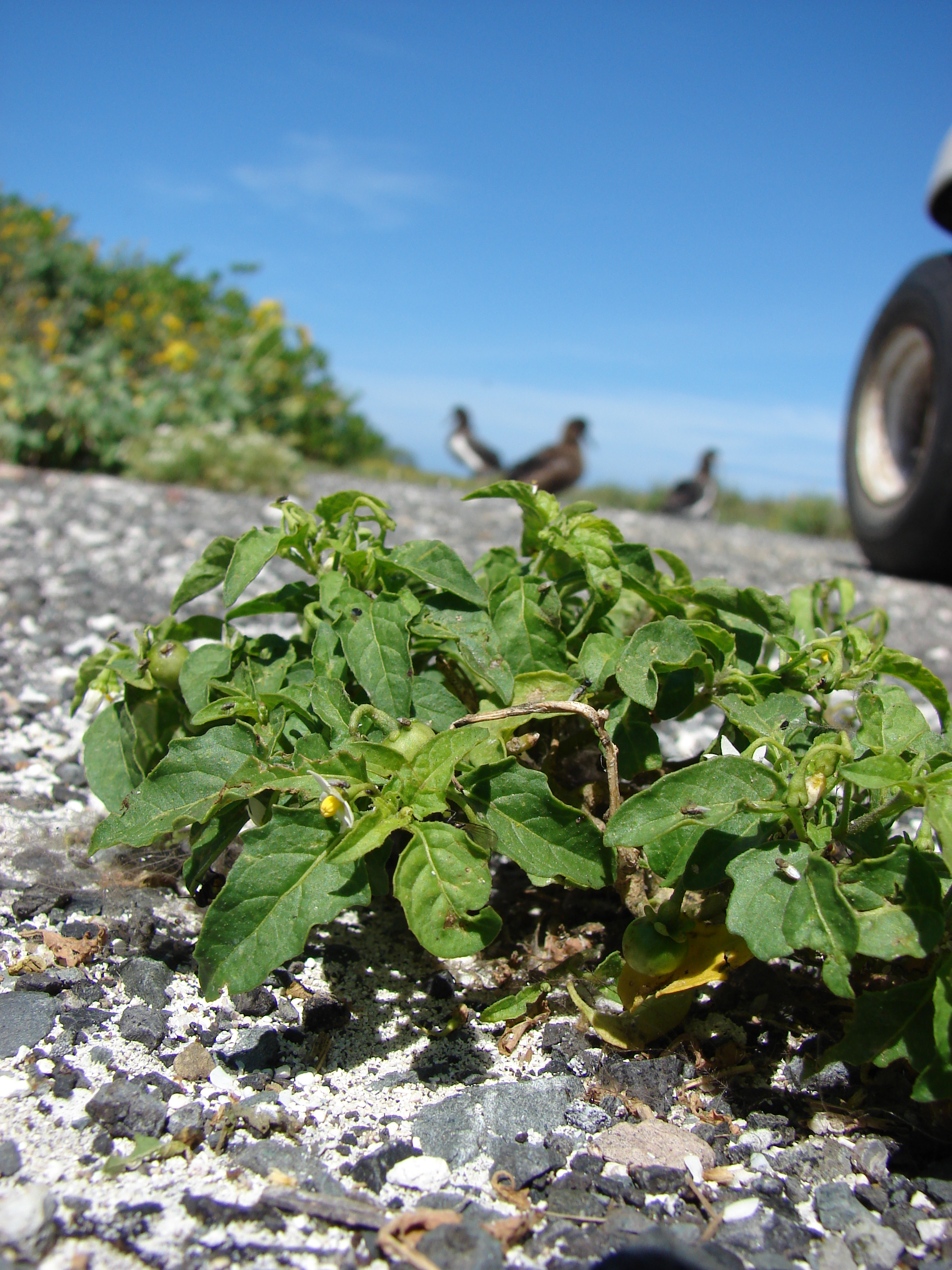
النبتة

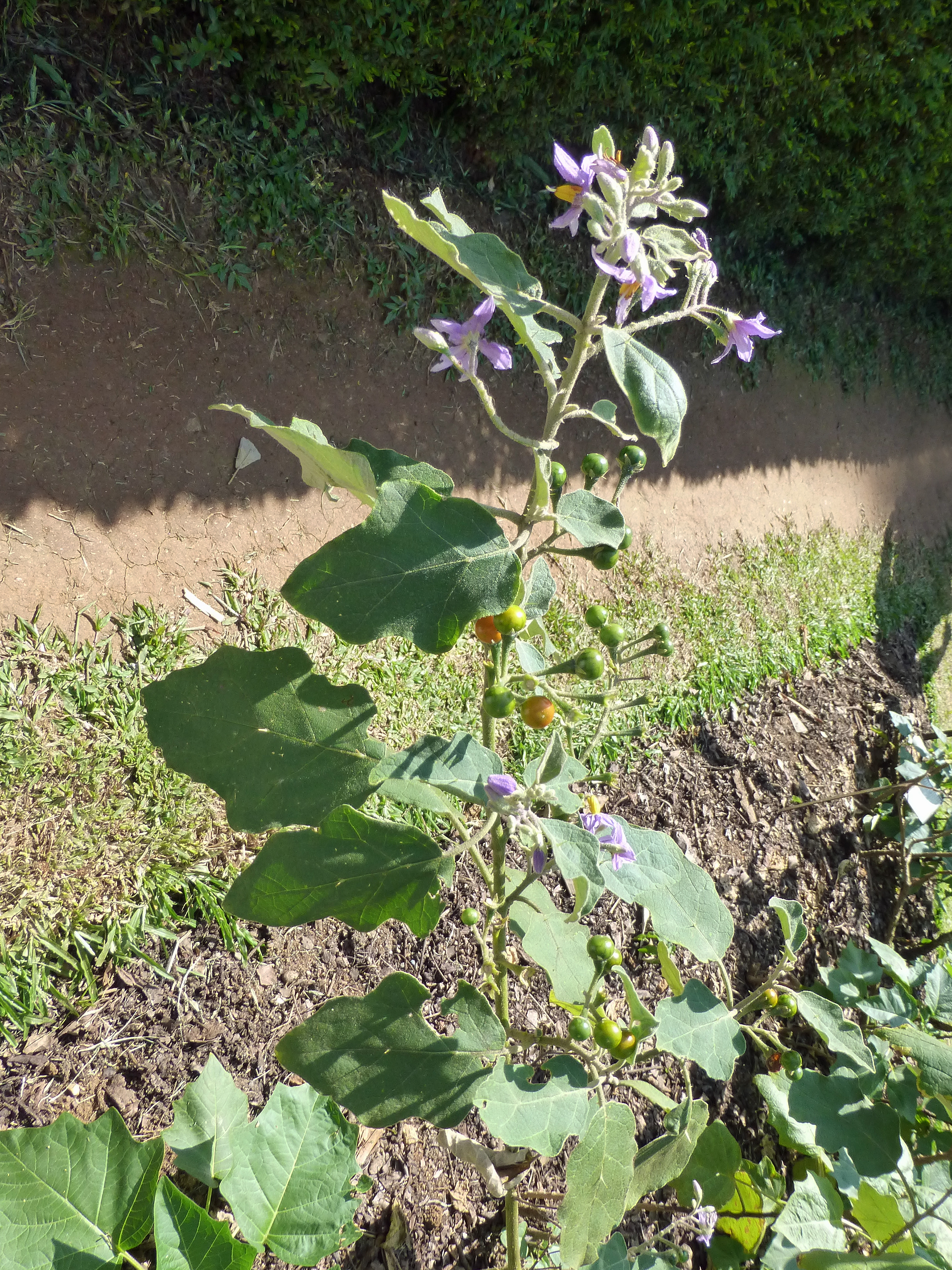
النبتة

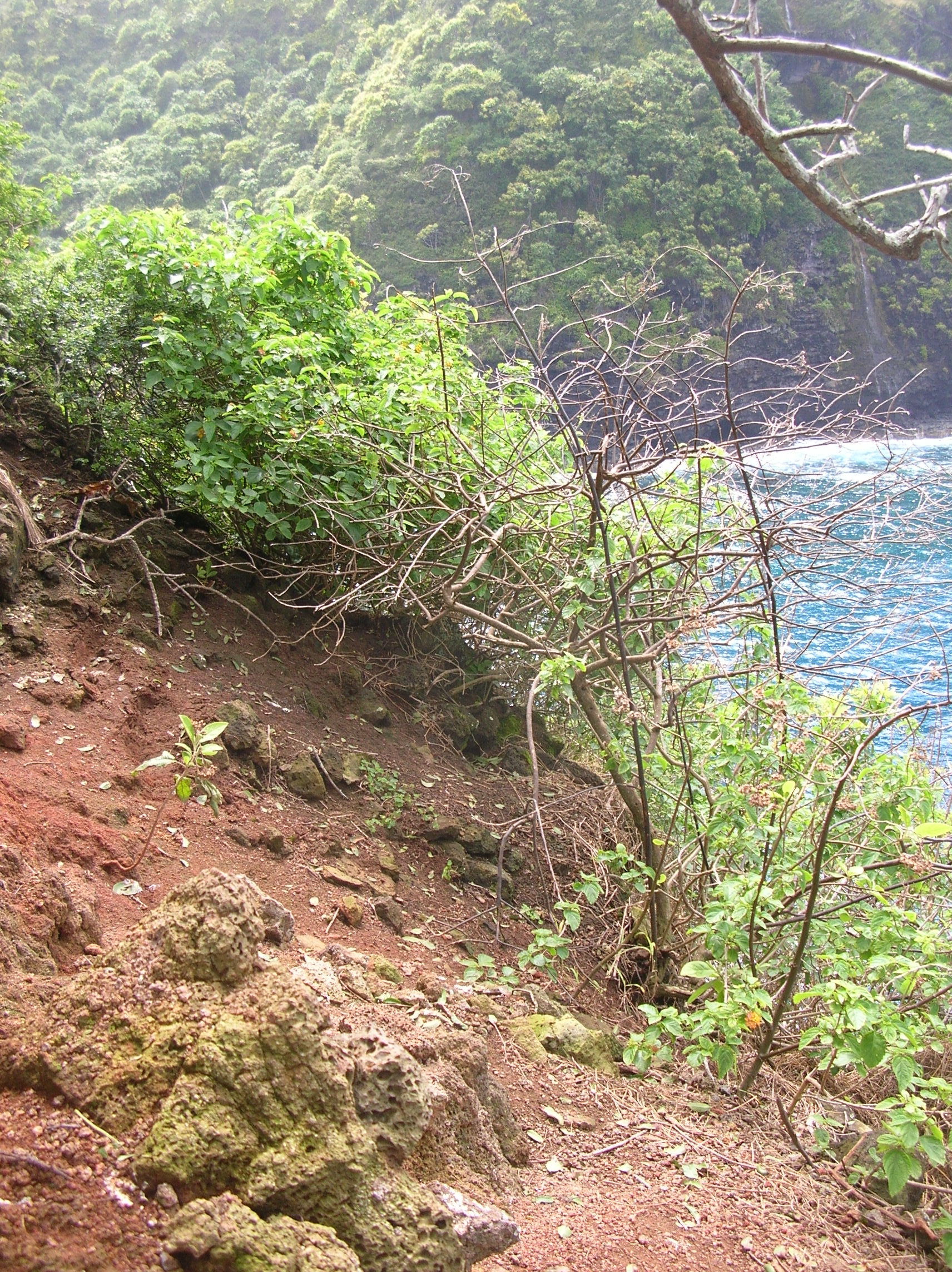
صورة للنبتة في موطنها

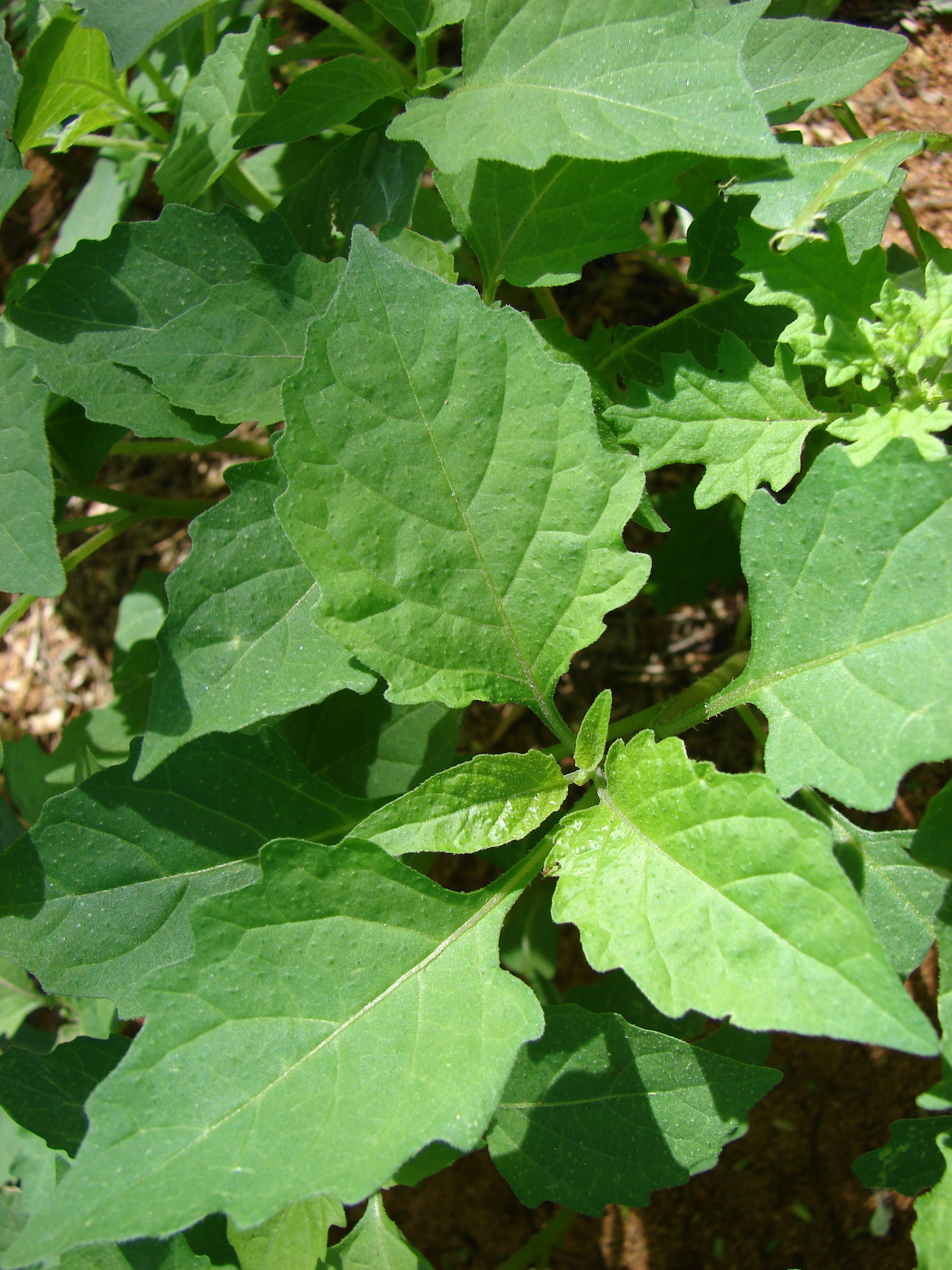
الأوراق

باذنجان أمريكي أو سولانوم أميريكانوم (بالإنجليزية: Solanum americanum)‏ ويُعرف بأسماء أخرى مثل الباذنجان صغير الأزهار أو الباذنجان اللامع هو نوع من النباتات العشبية المزهرة، يستوطنالأمريكتان وميلانيزيا وغينيا الجديدة وأستراليا وينتمي إلى الفصيلة الباذنجانية.
يعد الباذجان الأسود أحد أكثر الأنواع انتشارًا وتنوعًا مورفولوجياً وينتمي إلى قسم سولانوم أو الباذنجان (بالإنجليزية: Solanum)‏ ولذلك يتم الخلط بينه وبين المغد الأسود غالبا. الاختلافات بينهما ضئيلة وقد يكون ذلك راجعا لتشابه التويجات والثمار الأصغر حجمًا، وأحيانًا البتلات الأرجوانية.
تم توطين النبات على نطاق واسع في المناطق الاستوائية من المحيط الهادئ والمحيط الهندي، بما في ذلك هاواي، والهند الصينية، ومدغشقر، وأفريقيا، ربما عن طريق الإدخال البشري في هذه المناطق.

## الوصف
الباذنجان الأمريكي نبات سنوي أو معمر يصل ارتفاعه إلى متر أو أكثر، وله جذع أخضر أو أرجواني منتصب ومتفرع. أوراقه متعاقبة الوضع على الفرع وذات حواف كاملة أو متموجة، وتختلف في الحجم والشكل ويمكن أن يصل طولها إلى 10 سم وعرضها إلى 7 سم، ولها سويقات رفيعة مجنحة يبلغ طولها حوالي 4 سم، قد تكون ممتدة أو غير ممتدة. لون النصل أخضر داكن من الأعلى وأفتح من الأسفل.
الثمرة عبارة عن لبية سوداء لامعة يبلغ طولها 5–10 مليمتر (0.20–0.39 بوصة)، تحتوي على عدد كبير من البذور الصغيرة المستديرة أو الكلوية الشكل، ذات سطح ناعم، ولونها أصفر مائل إلى البيج.
نوراته عبارة عن عناقيد أو شماريخ تخرج من العذق أو الخيمة من الأجزاء الداخلية للساق عن طريق سويقة يبلغ طولها حوالي 3 سم. الأزهار ذات كأس وتويج خماسي الفصوص، هي بيضاء أو زرقاء أرجوانية ولها أعناق قصيرة ومستقيمة أو منتصبة، وتحتوي على أسدية صفراء متقاربة.

## الموئل والتوزيع
ينتشر النبات في الحقول المفتوحة والغابات المفتوحة والحقول وجوانب الطرق والطرق السريعة والسكك الحديدية.
يعتبر الباذنجان الأمريكي عشبة ضارة جدًا، حيث يتم خلط بذورها مع بذور بعض المحاصيل، بما في ذلك فول الصويا.
موطن الباذنجان الأمريكي الأصلي القارة الأمريكية، من جنوب وشمال غرب الولايات المتحدة إلى باراغواي وبيرو، بما في ذلك جزر الكاريبي. في البلدان الناطقة بالإسبانية، حيث تُعرف باسم "عشبة الظل السوداء".

## الاستخدامات
تعتبر الثمار عندما تنضج، مثل العديد من جنس المغد وغيرها من الباذنجانيات، سامة بسبب محتواها العالي من الصابونين، وخاصة السولانين.
من المعتاد في غواتيمالا صنع الحساء أو المرق من هذه العشبة أو طهيها، مع تجنب نتاول الثمار السوداء، حيث يتم غليها في الماء وتضاف لها الطماطم والبصل، ويتبل بالملح والفلفل ويقدم ساخنًا. من الممكن أن يكون لدى سكان أمريكا الوسطى، كما هو الحال مع نبات إشيتوس باندوراتوس (Echites panduratus)، قدرة على تحمل سموم هذه النباتات من خلال إضافتها إلى نظامهم الغذائي منذ العصور القديمة. وفيما يتعلق بهذه الفرضية الأخيرة، تجدر الإشارة إلى أن الطبخ بأي طريقة، يدمر السولانين جزئيا.

## السمية
تشير الأبحاث إلى احتواء النبات على الجليكوالكالويدات السامة (بالإنجليزية: Glycoalkaloid)‏ ويجب توخي الحذر عند استخدام الباذنجان الأمريكي كدواء عشبي أو للأكل. الثمار غير الناضجة سامة وقد يتسبب تناول التوت غير الناضج في وفاة الأطفال. يمكن أن تسبب البذور والأوراق الناضجة أيضًا التسمم. ويرجع ذلك إلى المستويات العالية من الجليكوالكالويدات والسولانين والسولامارجين. تشمل السموم الأخرى الموجودة في النبات الشاكونين، والسولاسونين، والسولانيجرين، والجيتوجينين وكمية قليلة من السابونين، بالإضافة إلى السكوبولامين القلوي التروباني (الهيوسين)، والأتروبين والهيوسيامين.
تم العثور على كميات كبيرة من السولاسودين (0.65%) في الثمار الخضراء. تحتوي الثمرة الناضجة أيضًا على 0.3-0.45% من السولازونين، والأسيتيل كولين، ولها تأثير مثبط لإنزيم الكولينستراز في بلازما الإنسان. في منطقة ترانسكاي، يعاني سكان الريف من ارتفاع معدل الإصابة بسرطان المريء والذي يُعتقد أنه نتيجة لاستخدام نبات الباذنجان الأمريكي في الغذاء. يمكن أيضًا أن تتسمم الماشية بسبب المستويات العالية من النترات في الأوراق.
تختلف السمية بشكل كبير اعتمادًا على السلالة الوراثية وظروف الموقع مثل التربة وهطول الأمطار ينصح خبراء النباتات السامة بما يلي: "... لا تتناول الثمار حتى تتأكد من أنها من سلالة صالحة للأكل".

## التصنيف
تم تصنيف الباذنجان الأمريكي بواسطة فيليب ميلر وتم النشر في قاموس البستانيين:... الطبعة الثامنة رقم 5. 1768.

### أصل الكلمة
سولانوم: (بالإنجليزية: Solanum)‏ اسم جَنيس مشتق من الكلمة اللاتينية المكافئة للكلمة اليونانية (strychnos) (باليونانية: στρνχνος)‏ للإشارة إلى المغد الأسود ("ظلال الباذنجان" (بالإنجليزية: Solanum nigrum)‏) - وربما الأنواع الأخرى من نفس الجنس، بما في ذلك الباذنجان والتي استخدمها بلينيوس الأكبر في كتابه التاريخ الطبيعي (في الصفحات 21، 177 و 27، 132)، وسابقًا بقلم أولوس كورنيليوس سيلسوس في الجدول الزمني للطب والتكنولوجيا الطبية (الجزء الثاني، الصفحة 33). يمكن أن تكون مرتبطة باللاتينية سول (sol) ومعناه "الشمس" لأن النبات نموذجي للأماكن المشمسة.
أميريكانوم: (بالإنجليزية: americanum)‏ لقب جغرافي يشير إلى موقعها في أمريكا.

### المرادفات
- سولانوم أدفنتيشيوم – صنفه بولغار (Polgar)
- سولانوم أمارانتويدس – صنفه دونال (Dunal)
- سولانوم كاريبيوم – صنفه دونال (Dunal)
- سولانوم كيرتيبز – صنفه بيتر (Bitter)
- سولانوم ديبيلاتوم – صنفه بيتر (Bitter)
- سولانوم جانشوينينس – صنفه ه. ليف (H. Lév.)
- سولانوم غولميري – صنفه بيتر (Bitter)
- سولانوم هوميلي – صنفه لامارك (Lam.)
- سولانوم إيميرينس – صنفه بيتر (Bitter)
- سولانوم إنكونسبكويوم – صنفه بيتر (Bitter)
- سولانوم إنديكوروم – صنفه ريتش (Rich.)
- سولانوم إينوبس – صنفه دونال (Dunal)
- سولانوم مينوتيباكاتوم – صنفه بيتر (Bitter)
- سولانوم نيغرام – صنفه لينيه (L.)
- سولانوم نوديفلوروم – صنفه جاكوب (Jacq.)
- سولانوم أوليراسيوم – صنفه دونال (Dunal)
- سولانوم بارفيفلوروم – صنفه بادارو (Badarò)
- سولانوم فوتينوكاربيوم – صنفه ناكامورا وأوداشي (Nakam. & Odash.)
- سولانوم بتركاولون – صنفه دونال (Dunal)
- سولانوم بوربوراتوم – صنفه بيتر (Bitter)
- سولانوم كوادرانغولاري – صنفه ثونبرغ (Thunb.)
- سولانوم سياغافيليوم – صنفه بيتر (Bitter)
- سولانوم تينيلوم – صنفه بيتر (Bitter)
- سولانوم تريانيغولاري – صنفه لامارك (Lam.)[20]

## الأسماء الشائعة
- طماطم الشيطان، عشبة الكوتون، الباذنجانيات، سانتا لوسيا موراديلو (في جزر الكناري).

## روابط خارجية
- موقع لائحة النباتات